# Metten
Metten là một đô thị ở huyện Deggendorf bang Bayern nước Đức. Đô thị Metten có diện tích 11,91 km², dân số thời điểm ngày 31 tháng 12 năm 2006 là 4366 người.
The town grew up round Metten Abbey, founded in 766.